# 369
Cette page concerne l'année 369  du calendrier julien. Pour l'année 369 av. J.-C., voir 369 av. J.-C. Pour le nombre 369, voir 369 (nombre).
L'année 369 est une année commune qui commence un jeudi.

## Événements
- 1er janvier 369 : début du consulat de Victor et de Valentinien Galate[1].
- Printemps : Pap, fils du roi Arsace II d'Arménie, retourne en Arménie avec le général romain Terentius pour reprendre le trône[2].

- 3 et 5 juillet : Valens est à Noviodunum (Isaccea, en Dobroudja). Il passe ensuite le Danube à l'aide d'un pont de bateaux et attaque les Goths greutunges et tervinges. Il force le roi tervinge Athanaric à fuir[2].

- Été : apprenant le retour de Pap d'Arménie, le roi de Perse Shapur II envoie une nouvelle armée envahir l'Arménie ; Pap, terrifié, se réfugie en Colchide avec les transfuges perses Cylaces et Arrabannes à la fin de l'été pendant cinq mois. Les Perses assiègent de nouveau P'aranjem dans la forteresse d'Artogerassa, qui tombe après 14 mois en 370[2].

- Automne : Valens rentre à Marcianopolis de sa campagne contre les Goths. Des négociations sont ouvertes entre Athanaric et les généraux Victor et Arintheus, qui aboutissent à un traité peu favorable au roi goth signé au début de 370[2]. Les Romains cessent de payer le tribut[3].

- 369-372 : persécution des chrétiens déclenchée par le roi goth Athanaric. Un parti des Goths convertis se forme sous la direction de Fritigern[3].
- En Bretagne romaine, le comte Théodose fait exécuter Valentinus, un général pannonien exilé, qui a profité du chaos pour réunir des forces et aspirer à l'empire. Théodose interdit néanmoins de poursuivre ses partisans. Il consacre le reste de l'année à restaurer les défenses des villes principales, dissout la police secrète des arcani, qui avait trahi sa mission, forme une province distincte, la Valentia, peut-être entre le mur d'Hadrien et celui d'Antonin. Il informe l’empereur que la paix est rétabli et reçoit la charge de magister equitum[4].
- En Corée, le royaume de Paekche attaque et vainc son ancien suzerain Mahan[5]. Selon la tradition, Paekche, menacé par le Silla, fait appel à une armée japonaise qui débarque, refoule les troupes du Silla et s’installe dans une enclave, l’État japonais de Mimana. C’est une base militaire d’où ils auraient administré la ligue de Silla avant d’être chassés par les Coréens en 562. À cette époque aurait été fabriquée une épée à sept branches conservée au Isonokami-jingū[6].